# Rudolph Dirks
Rudolph Dirks (Heide, 1877. február 26. – New York, 1968. április 20.) német származású amerikai képregényrajzoló, festőművész.

## Élete
Hétéves volt, amikor családja kivándorolt az Egyesült Államokba. 1894-től a Judge és a Life magazinokban jelennek meg karikatúrái, rajzai. 1897-ben Rudolphe Black szerkesztő meghívja William Randolphe Hearst lapjába, a New York Journalba. Itt a december 12-i számban jelenik meg a Katzenjammer Kids első része. Hearst egy olyan sorozatot akart, ami versenytársa lehet Outcault munkáinak. A német–angol kevert nyelvű szöveg tisztelgés Wilhelm Busch előtt, továbbá ő volt az első olyan képregényrajzoló, aki a kezdetektől alkalmazta a szóbuborékot. 1912-ben Dirks Európába akart utazni festészetet tanulni, a képregényt ez idő alatt Harold Knerr rajzolta. Dirks beperelte Hearstöt, mondván a figurák az ő szellemi tulajdonai. Ezt a jogát a bíróság is elismerte, de nem használhatta többé a Katzenjammer Kids címet. 1914-től Pullitzer Worldjének lapjain folytatta a sorozatot Hans és Fritz címmel, 1918-tól pedig a németellenes közhangulat miatt the Captain and the Kids címen.
Saját bevallása szerint egész életében festő szeretett volna lenni. 1958-as nyugdíjba vonulása után néhány kiállításon vett részt.

## Rajzai a magyar sajtóban
1918-ban a Képes Újság közölte néhány rajzát, 1936–38 között pedig Cini, Dini és Tini címmel a Hári János képregényújság közölte a Knerr-féle Katzenjammer Kidst. A Captain and the Kids első része megjelent az Alfa újság 1986. augusztusi számában.